# Neoaliturus haematoceps
Neoaliturus haematoceps är en insektsart som beskrevs av Étienne Mulsant och Claudius Rey 1855. Neoaliturus haematoceps ingår i släktet Neoaliturus och familjen dvärgstritar. Inga underarter finns listade i Catalogue of Life.